# Loge (spectacle)
Pour les articles homonymes, voir Loge.
Une loge peut désigner :

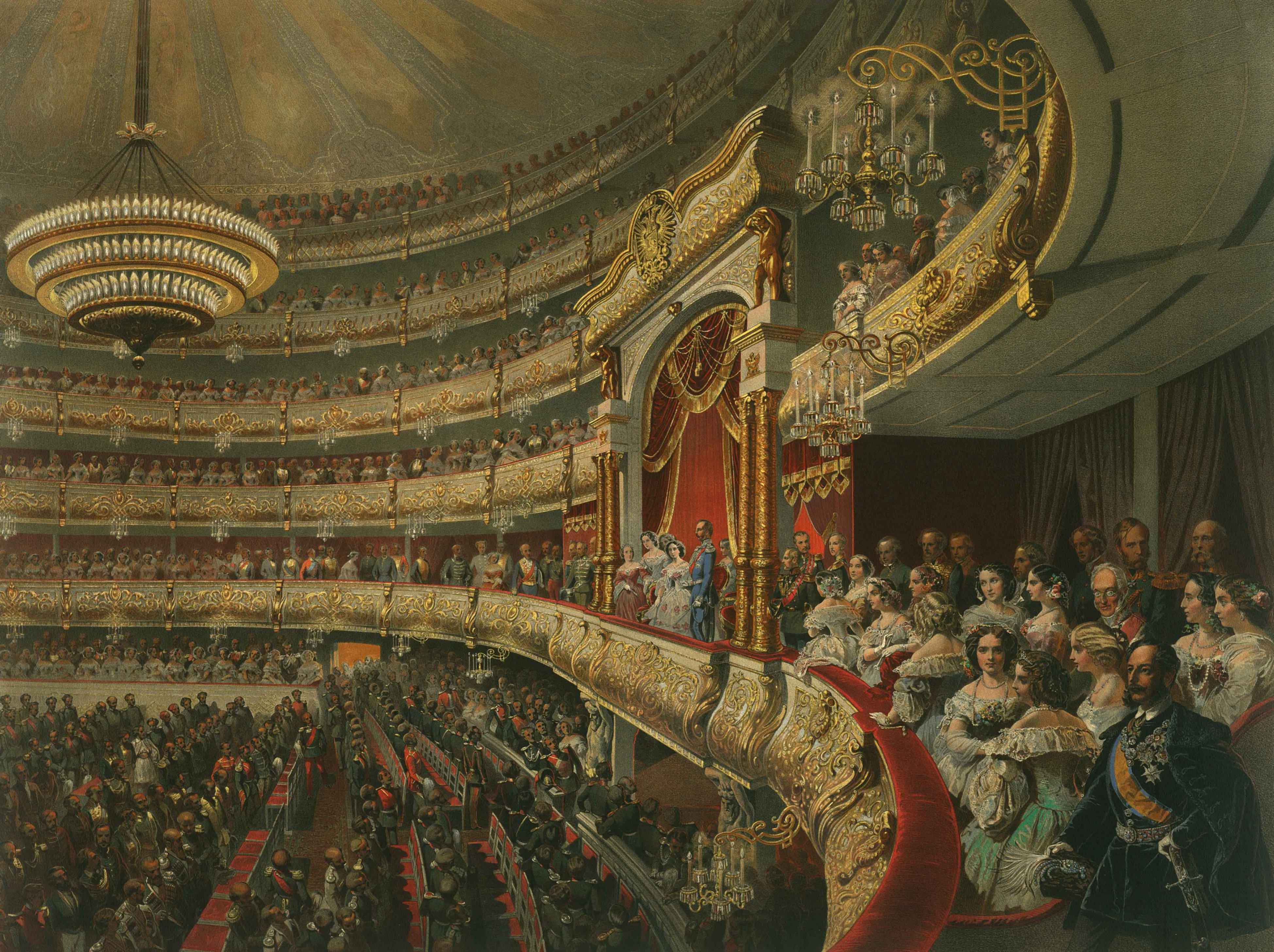
Théâtre du Bolchoï et la loge impériale en 1856

1. dans une enceinte sportive (stade, gymnase) ou une salle de spectacle (particulièrement le théâtre et l'opéra), un compartiment séparé des autres tribunes ou gradins et limité à quelques sièges ;
2. dans un théâtre ou un music-hall, la pièce où les artistes se relaxent et procèdent à leurs préparations avant et après le spectacle.

Bien que sans rapport direct avec le spectacle, une loge peut également se situer dans un immeuble, un édifice public ou privé, mais aussi dans un théâtre et désigner le logement ou la pièce dans laquelle vit et travaille le ou la concierge.

## Définition
Selon le site du CNTRL, la « loge » qui, à l'origine, désigne une construction rudimentaire et un « petit logement réservé au service du concierge, du portier », définit, dans le domaine du spectacle, le « compartiment, séparés les un des autres par une cloison, où peuvent prendre place plusieurs spectateurs », mais aussi une « petite pièce aménagée dans les coulisses d'une salle de spectacle où un acteur/actrice peut notamment se préparer au spectacle... »

## Loge de stade

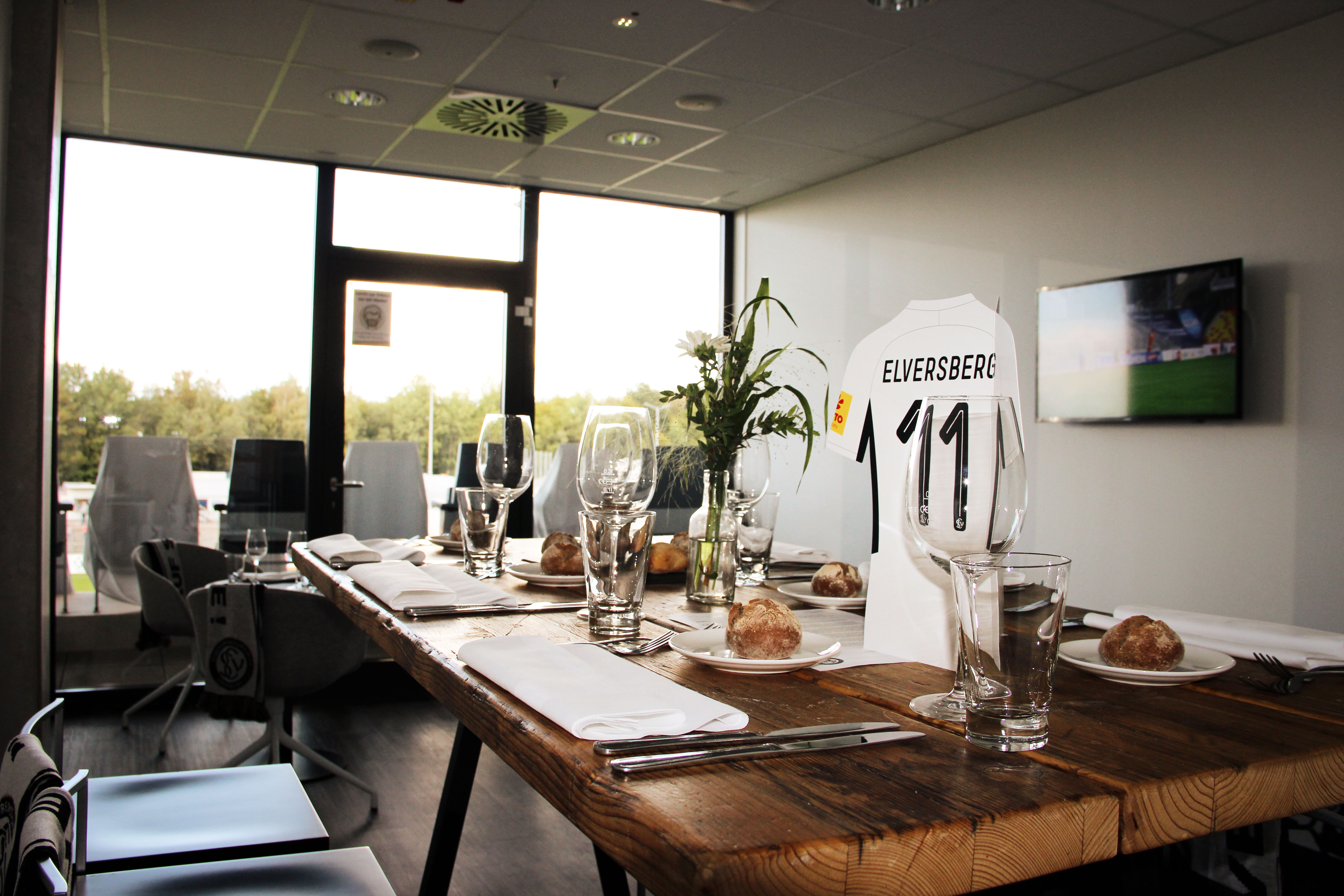
Loge au stade Ursapharm-Arena à Elversberg (Allemagne)

### Description
Un loge, dans un stade, est un espace privatif qui permet à une personne ou un petit nombre de personnes d'assister à un match ou tout autre évènement organisé dans le stade en restant  séparé du public des tribunes.

### Spécificités
Dans les grands stades français et européens, il est possible de louer une loge VIP à l'année.
La plupart des grands stades de France propose des loges, généralement associée avec des  prestations dite « haut de gamme » (parking réservé, accueil, équipement, service d'un traiteur) à l'instar du stade des Alpes de Grenoble, du Parc des Princes à Paris, du Stade Vélodrome de Marseille ou du Groupama Stadium de Lyon et même des stades de taille plus modeste comme le Nouste Camp de Pau. En 1998, le Stade de France devenu le plus grand stade français trois ans auparavant, hébergeait un total de 148 loges pour un total de 2 800 personnes.
Aux États-Unis, les loges et les sièges VIP avec leurs multiples prestations accueillent un nombre de plus en plus important de personnes permettent d'assurer un revenu supplémentaire pour les propriétaires de stade à l'instar du futur SoFi Stadium de Los Angeles et ses 13 000 sièges VIP. Le Levi's Stadium des Forty-niners de San Francisco héberge 165 loges depuis son ouverture en 2014.

## Loge de théâtre

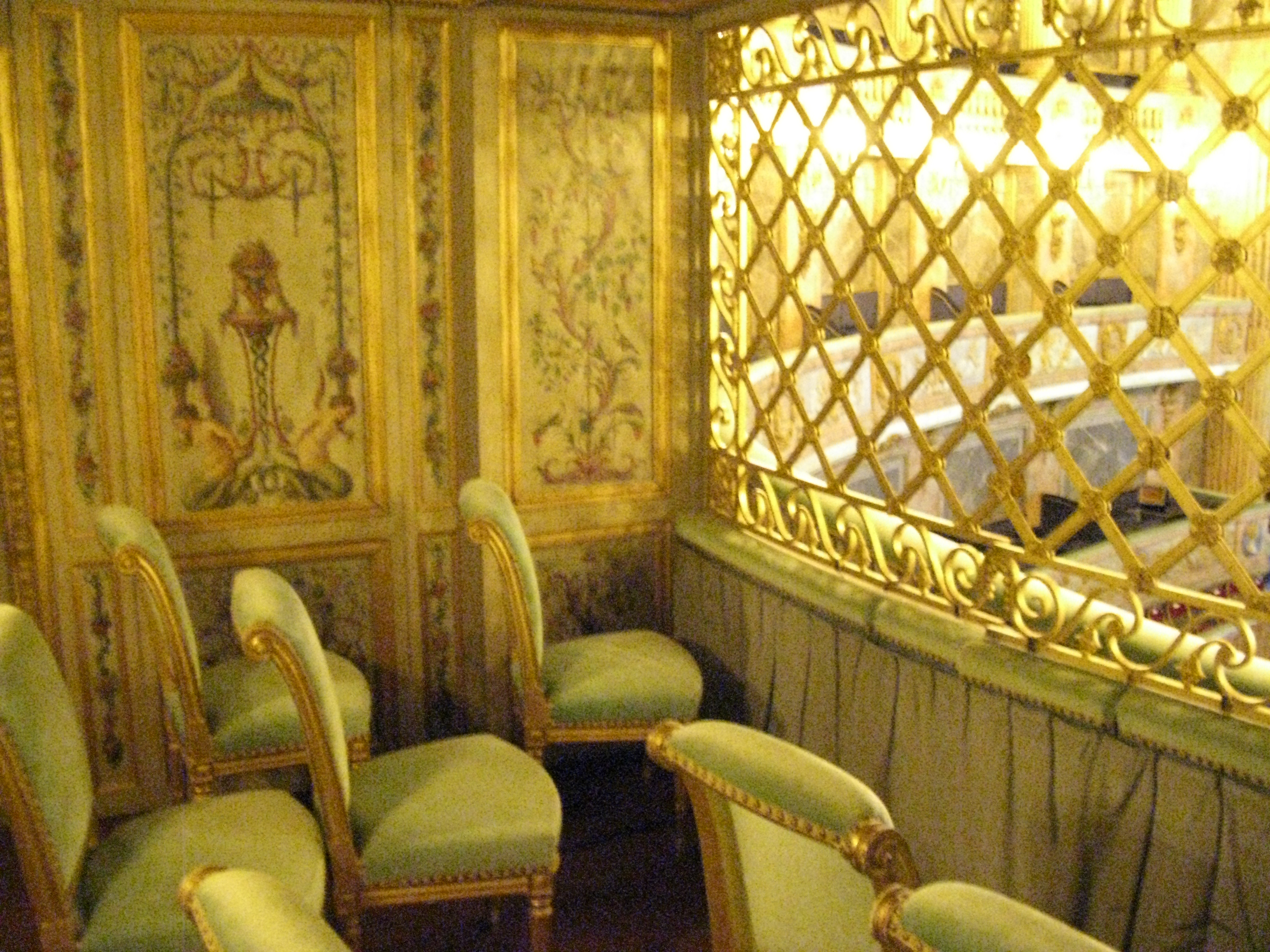
Loge royale de l'opéra royal du château de Versailles, vue de l'intérieur (France).

### Description
Cette loge se présente comme un espace réservé, très souvent un petit salon cloisonné et peuvent se situer dans différents endroits d'un théâtre :
- les « loges d'avant scène » et les « baignoires[10] » au niveau du rez-de-chaussée;
- les « loges de balcon » qui dominent la scène.

La partie la plus haute dénommé « paradis » (ou « poulailler »), située au dernier étage, n'héberge pas de loges.

L'écrivain et pamphlétaire Rivarol connu pour ses petites phrases, présente la loge de théâtre en ces termes :
« On peut comparer la société à une salle de spectacle on n'y est aux loges que parce qu'on paie davantage. »

L'écrivain Maxime Du Camp, auteur de Mémoires d'un suicidé, évoque également les loges de théâtre dans son livre :
« Ne sachant que faire de ma triste personne, j'allai à l'Opéra. J'avais besoin d'entendre de la musique et de sentir des harmonies couler dans mon cœur. Je pris une loge de baignoire afin d'être seul et invisible. »

### Spécificités

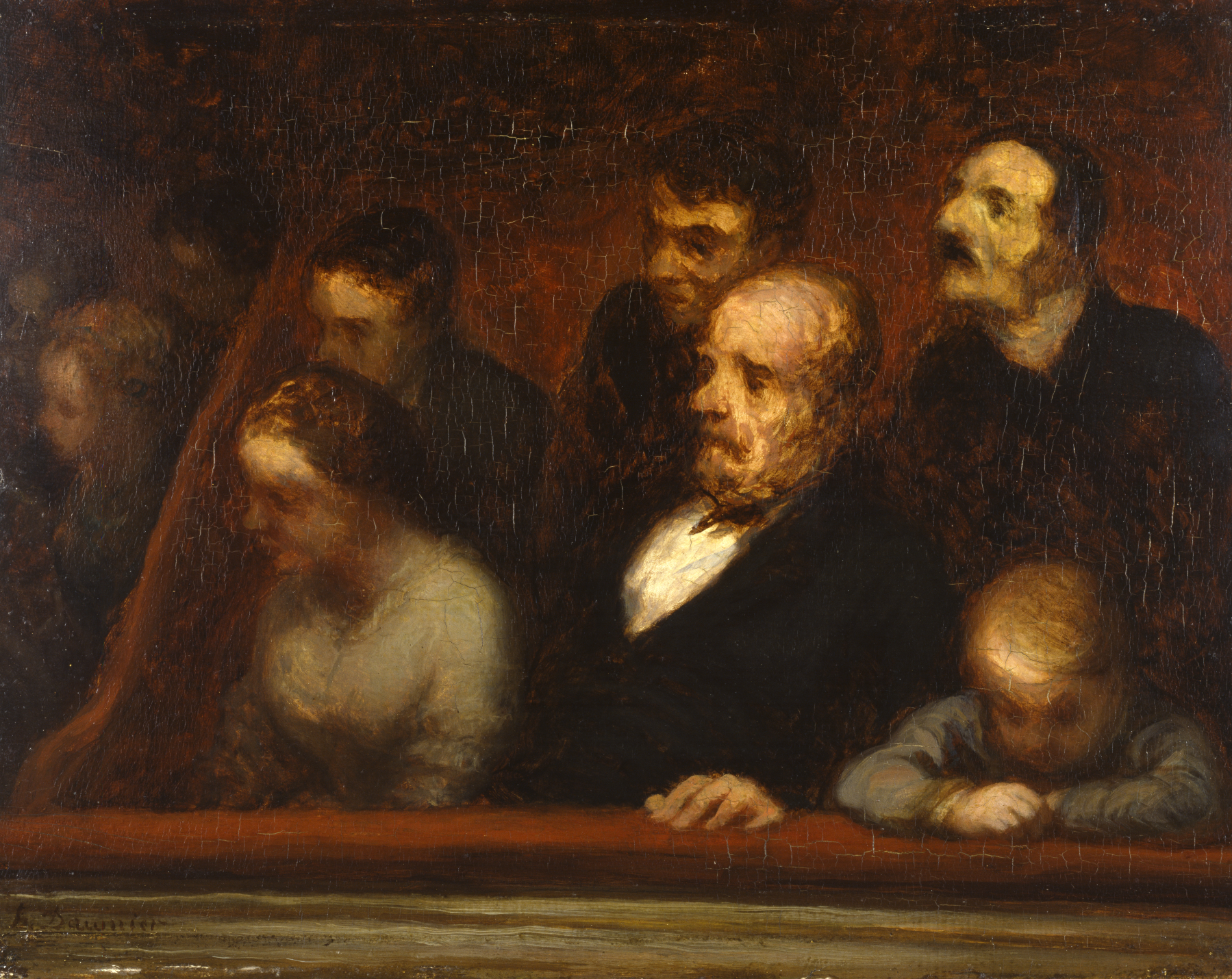
La Loge (Dans les loges du théâtre)
Honoré Daumier, 1856-1857
Walters Art Museum, Baltimore

Ces espaces fermés mais qui permettent de dominer une grande partie du public mais aussi les artistes en scène est un lieu très recherché pour être reconnu et admiré. Un des exemples connus est le cas de la « loge Choiseul » à l'Opéra-Comique. Depuis Louis XVI, la famille du duc de Choiseul bénéficie d’une loge perpétuelle dans ce théâtre parisien même si en 2017, des travaux ont réduit sa taille de moitié.
Durant le Second Empire, les loges sont le plus souvent réservées aux dames de la haute bourgeoisie et de l'aristocratie, de manière que leurs chapeaux ne gênent pas la visibilité des fauteuils de l’orchestre.

#### Loge présidentielle

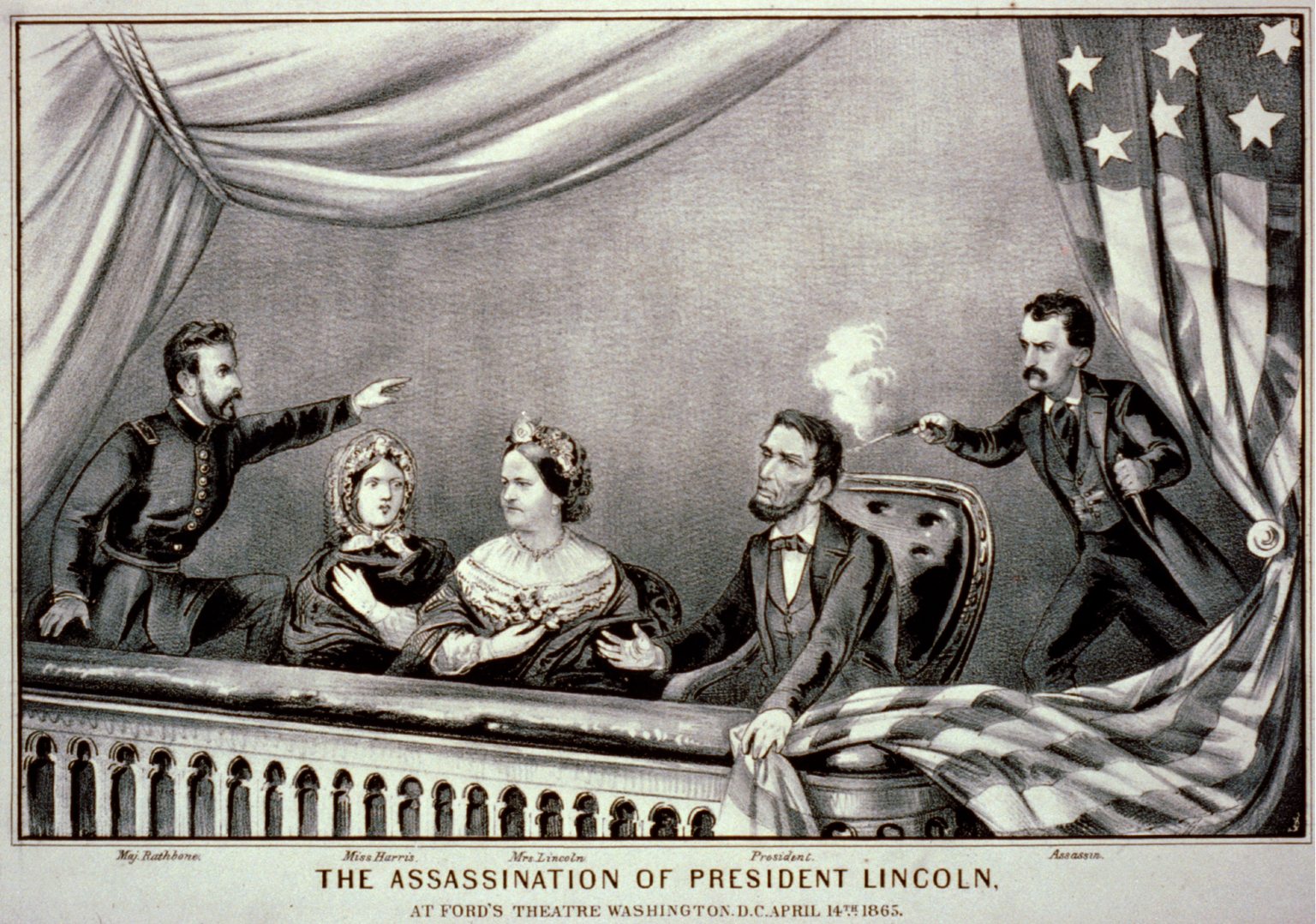
Assassinat d'Abraham Lincoln dans sa loge présidentielle

La loge présidentielle désigne la loge ou est accueilli le président de la république de nombreux pays mais aussi des hôtes les plus illustres reçus par le président du pays. Elle correspond à une vieille tradition européenne des loges royales et impériales créées dans les principaux théâtres et opéra d'un pays pour y accueillir le souverain, les membres de sa famille et les hôtes de marque. 
Sur le plan historique la loge présidentielle la plus connue est la loge présidentielle du Théâtre Ford de Washington (États-Unis) et dans laquelle le président Abraham Lincoln fut assassiné par l'acteur John Wilkes Booth, le 14 avril 1865.

#### Loge impériale du Bolchoï
Jusqu’en 1917, le théâtre du Bolchoï, situé à Moscou, se dénommait le théâtre impérial. Il était subventionné par la cour impériale de Russie et la famille du Tsar disposait de sa propre loge. Celle-ci existe toujours au XXIe siècle. Plusieurs salons attenants étaient réservés à l’usage des membres de la maison régnante et de leurs invités.

### L'affaire des loges de l'opéra Garnier
En 2015, la direction de l'opéra Garnier à, Paris désire procéder à la rénovation des loges des cloisons, très abîmées du fait qu'elles sont souvent déplacées au fil du temps pour des soirées exceptionnelles comme la visite d’un président, l’idée de la direction étant de le simplifier pour que les cloisons soient plus facilement maniables, bien que ces travaux n'aient pas été validés par la direction régionale des Affaires culturelles( DRAC) qui, en France, gère et supervise les travaux dans les monuments historiques. Cet organisme public finit cependant par accepter le projet. 
Un recours est lancé par des opposants au projet qui considère ces travaux comme une forme de vandalisme. En octobre 2016, le tribunal administratif de Paris rejette cette requête des opposants au projet de modification des loges.

## Loge d'artiste

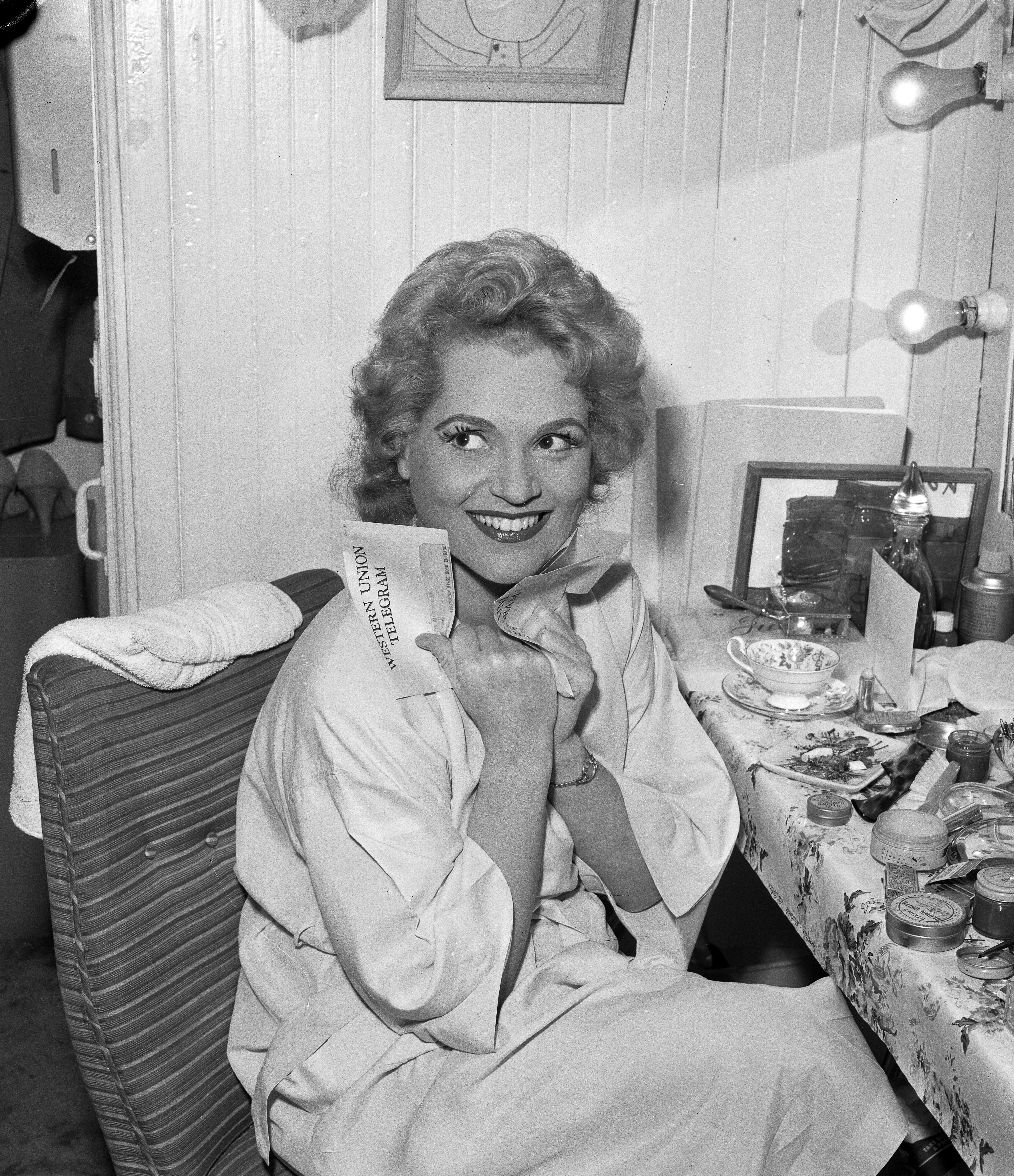
Judy Holliday dans sa loge avant l'ouverture de la the 22e saison du Los Angeles Civic Light Opera.

### Description
La loge d'artiste est le nom donné au compartiment cloisonné (quelquefois individuel) dans une salle de spectacle et où les artistes peuvent se maquiller et changer de vêtements (ce lieu est quelquefois désigné par le terme de coulisses.)

### Spécificités
Ces petites pièces sont situées derrière la scène ou sur ses côtés, voire aux divers étages des escaliers de l’administration. Une loge unique est souvent réservée à l'artiste principal (plusieurs artistes dans les grandes salles de spectacles), les artistes secondaires se partageant une loge à deux, trois ou quatre personnes et les figurants ne bénéficiant que de loges communes où ils peuvent se retrouver assez nombreux. 
Dans les grands théâtres, la loge d’artiste de grande notoriété peut se présenter sous la forme d'un petit appartement, avec une antichambre, une pièce principale, et des cabinets de toilette séparés.

### Particularité de la Comédie Française
Dans l'institution culturelle parisienne de la Comédie Française, la loge présente une double fonction qui permet à l'artiste de se préparer et de sa chauffer et qui donc nécessite chaleur et lumière, procurés par le « feu » de la cheminée situé dans la pièce et le « feu » de la chandelle de la coiffeuse où l'acteur/actrice se prépare. Ces « feux » sont donc payés à l'artiste, à chaque fois qu’il joue, pour éclairer et chauffer la loge. L’indemnité, strictement réglementée, est versée à cet effet et s'élevait à cinq sols et demi pour la cheminée et deux sols six deniers pour la chandelle en 1682. En 1837, le feu d'Anne-Françoise-Hippolyte Boutet, dite Mademoiselle Mars, actrice très célèbre à l'époque, est de 150 francs, contre 10 francs pour ses camarades.
Au XXIe siècle, cette appellation est toujours employée, les sociétaires et pensionnaires perçoivent une allocation mensuelle mais aussi des primes de « feu » (s'apparentant à un cachet) par représentation, même si cette façon de rémunérer les artistes fait l'objet de nombreuses critiques.